# Mio, mijn Mio (film)
Mio, min Mio (alternatieve titel: Mio in the Land of Faraway) (Russisch: Мио, мой Мио) is een Engelstalige fantasyfilm uit 1987, gebaseerd op het verhaal van de Zweedse boekenschrijfster Astrid Lindgren (bekend van Pippi Langkous).

## Samenvatting
Een eenzame jongen wordt, van zijn saaie leven met zijn adoptieouders in het Zweedse Stockholm, overgebracht naar het Land van Verre, waar zijn echte vader de koning is. In dat land gaat hij samen met zijn nieuwe vriend op avontuur om een boosaardige ridder te verslaan.

## Rolverdeling
| Acteur                      | Personage           | Zweedse stem      | Russische stem     |
| --------------------------- | ------------------- | ----------------- | ------------------ |
| Nicholas Pickard            | Mio / Bosse         | Pontus Lantz      | Slava Galjoelin    |
| Christian Bale              | Jum-Jum / Benke     | Max Winerdahl     | Kesja Ivanov       |
| Gunilla Nyroos              | tante Edna          |                   | Nelli Vitepasj     |
| Linn Stokke                 | mevrouw Lundin      | Lena Endre        | Marina Levtova     |
| Geoffrey Staines            | flessengeest        | Hans Strååt       | Andrej Tarasov     |
| Timothy Bottoms             | koning              | Tomas Bolme       | Timofej Spivak     |
| Christopher Lee             | ridder Kato         | Tor Isedal        | Timofej Spivak     |
| Susannah York               | weversvrouw         | Helena Brodin     | Larissa Danilina   |
| Igor Jasoelovitsj           | Eno / tapijtklopper | Per Sjöstrand     |                    |
| Sverre Anker Ousdal         | zwaardsmid          | John Harryson     |                    |
| Stig Engström               | vader van Benke     | Ulf Håkan Jansson | Vladislav Kovalkov |
| Ljoebov Germanova           | moeder van Jum-Jum  |                   |                    |
| Andrej Aleksejevitsj Petrov | Jiri                |                   |                    |
| Andrej Sergejev             | Nono                |                   |                    |
| Anna Foght                  | Millimani           |                   |                    |

## Hoofdthema's
Als een fantasiewerk bevat "Mio min Mio" een aantal stijlfiguren die verband houden met het genre. Deze omvatten de reis van de held naar een fantasierijk via een magisch portaal, zijn ontdekking van zijn ware naam en zijn strijd tegen een Dark Lord-figuur. Bovendien nemen de vroege scènes van de film de vorm aan van een stedelijke fantasie die zich bezighoudt met de wensen en percepties van een jonge jongen.

## Productie
Verschillende bedrijven uit Zweden, Noorwegen en de Sovjet-Unie waren betrokken bij het maken van "Mio min Mio". Het werd mede geproduceerd door Nordisk Tonefilm International AB en Gorky Film Studio met hulp van het Swedish Film Institute, Norway Film Development en Sovinfilm. Het budget was ongeveer vijftig miljoen Zweedse kronen, waarmee het de duurste verfilming van een boek van Astrid Lindgren tijdens haar leven was.
De opnames vonden plaats tussen maart 1986 en juli 1986. Onder leiding van de Russische regisseur Vladimir Grammatikov, werd het project gekenmerkt door een internationale cast die grotendeels bestond uit Britse, Scandinavische en Russische acteurs. Filmlocaties waren onder meer Stockholm, Moskou, de Krim en Eilean Donan Castle in Schotland. De film is opgenomen in het Engels en vervolgens nagesynchroniseerd in het Zweeds en Russisch.
Voor zijn rol als Kato moest Christopher Lee een stalen hand dragen tijdens filmsessies. In 1997 herinnerde hij zich verschillende moeilijkheden tijdens het opnemen van de film in Moskou in 1986:
Als werkomgeving was het een horrorverhaal. [...] Voor ons was het verre land de Sovjet-Unie, waar het voedsel niet te eten was, de sanitaire voorzieningen onuitsprekelijk, de politieke mensen alomtegenwoordig. [...] Het was irritant werk : Er gebeurde nooit iets voor de lunch, en aangezien het een eeuwigheid duurde om een scène te belichten, niet veel daarna. Dat waren de standaard frustraties van het Russische filmmaken in die tijd.
De ramp in Tsjernobyl vond plaats op hetzelfde moment dat de cast en crew scènes aan het filmen waren in Oekraïne, waardoor ze gedwongen werden het gebied te evacueren en de opnames een maand uit te stellen. In een Details-interview uit 2008 herinnerde Christian Bale zich kort hun evacuatie en daaropvolgende terugkeer:
We wisten dat er iets was gebeurd, omdat de productie naar ons toe kwam en ze zeiden: 'We zijn klaar. We moeten vertrekken.' Een maand later waren we terug. We zouden bij elk diner iemand hebben met een geigerteller die elk bord scande.
De speciale effecten van de film zijn gemaakt door Derek Meddings. Het themalied van de film, "Mio My Mio", werd gecomponeerd door twee voormalige ABBA-leden, Benny Andersson en Björn Ulvaeus, en uitgevoerd door de Zweedse band Gemini. De achtergrondmuziek van de film werd gecomponeerd door Anders Eljas met hulp van Benny Andersson, en uitgevoerd door het Soviet Film Symphony Orchestra met Sergej Skripka als dirigent.
Deze film was het debuut van Nicholas Pickard als acteur. Het was ook het speelfilmdebuut van Christian Bale, die in december van dat jaar terugkeerde als de door de NBR geprezen hoofdrolspeler van Steven Spielberg's Empire of the Sun (1987).

## Uitgave
De film verscheen op het Internationaal filmfestival van Moskou in juli 1987, met zijn Russische dub concurreren in de categorie jeugdfilms. De film verscheen ook op het Internationaal filmfestival van Noorwegen op 18 augustus 1987. Het ging in première in Zweden op 16 oktober 1987.
De film werd in Zweden gedistribueerd door Sandrew Metronome en in de Verenigde Staten door Miramax Films als The Land of Faraway. Het werd uitgebracht op VHS door Prism Entertainment in 1988 en door Starmaker Entertainment in 1992. Het werd op dvd uitgebracht door Anchor Bay Entertainment in de VS in 2001, en door Eureka Entertainment in Groot-Brittannië in 2007.

## Receptie

### Box office
In Zweden bracht de film aan de kassa ongeveer 17.800.000 Zweedse kronen op. De vertoningen werden bijgewoond door ongeveer 450.000 mensen.

### Recensies
In Zweden ontving de film slechte recensies na de release. Volgens een artikel in Cinema Journal bekritiseerden Zweedse recensenten het als "ingeblikte Astrid Lindgren" en "een onsamenhangende mengelmoes van landschappen en castleden, bovendien slecht nagesynchroniseerd". De Cinema Journal-criticus schreef de negatieve ontvangst van de film ook toe aan het weglaten van de psychologische nuances van het originele werk. Een andere factor was het internationale eclecticisme van de film in zijn cast en setting, die door de Cinema Journal-criticus werd gekarakteriseerd als "verengelsend" en in contrast stond met het Zweedse mediëvistisme van de beter ontvangen Lindgren-aanpassingen "De gebroeders Leeuwenhart" (1977) en "Ronja de roversdochter" (1984).
De kritieke reacties elders varieerden van gemengd tot negatief. Na de vertoning van het festival in 1987 in Noorwegen, bekritiseerde het filmtijdschrift Variety "Mio min Mio" vanwege de niet-subtiele omgang met Lindgren's tekst en de acteurs, hoewel het zowel het aantrekkelijke uiterlijk en de hoge productiewaarden van de film prees als Christopher Lee's uitvoering. Na de dvd-release van 2007 in Groot-Brittannië, karakteriseerde het genretijdschrift Dreamwatch "Mio min Mio" als een "vreemde, buitenaardse film" en een "intrigerend curiosum" uit de jaren tachtig, maar bekritiseerde de sentimentaliteit en de "suikerachtige toon en Tolkien-achtige dialoog". Na een herdenkingsvertoning in 2004, karakteriseerde de Chicago Reader de film als "fantasieloos" en zijn optreden als "houten", opnieuw onder vermelding van Lee als een uitzondering.
Een decennium na de eerste release van de film prees The Encyclopedia of Fantasy de vroege scènes van de film als een "prachtig effectieve" stedelijke fantasie, maar bekritiseerde de latere scènes als "door clichés geteisterd en gezwollen". Gezien de film als een poging om "The NeverEnding Story" (1984) na te bootsen, werd "Mio min Mio" samengevat als een "vermoeide, imitatieve en cynische" bewerking van Lindgren's roman.

### Prijzen
In Amsterdam won de film de Cinekid Film Award in 1988.

## Soundtrack
In 1987 bracht Gemini het themalied van de film "Mio My Mio" uit als single en als onderdeel van hun album Geminism. Het werd een hit in Zweden, waarbij de single vijf weken lang in de top tien bleef staan.
In 1987 en 1988 bracht CBS Records de soundtrack van de film uit op LP en CD. Deze releases omvatten zowel "Mio My Mio" als de achtergrondmuziek van de film.

## Tracklijst
| 1.                 | Mio Overture (Mio Ouverture)                                         | Anders Eljas                   | 3:16 |
| 2.                 | Kite-Flying (Vlieger-vliegen)                                        | Anders Eljas                   | 1:26 |
| 3.                 | Aunt Edna’s Waiting At Home (Tante Edna wacht thuis)                 | Anders Eljas                   | 0:44 |
| 4.                 | Bosse Runs Away (Bosse rent weg)                                     | Anders Eljas                   | 4:36 |
| 5.                 | The Journey To The Land Of Faraway (De reis naar het Land van Verre) | Anders Eljas, Benny Andersson  | 6:01 |
| 6.                 | The Shepherd’s Flute #1 (De herdersfluit #1)                         | Benny Andersson                | 0:27 |
| 7.                 | Kato’s Icy Wind (Kato’s ijzige wind)                                 | Anders Eljas                   | 2:09 |
| 8.                 | The Bridge Of The Morning Light (De brug van het ochtendlicht)       | Anders Eljas                   | 1:46 |
| 9.                 | The Land Outside (Het land hierbuiten)                               | Anders Eljas                   | 1:51 |
| 10.                | Miramis Is Captured (Miramis wordt gevangengenomen)                  | Anders Eljas                   | 1:58 |
| 11.                | The Hunt For Mio And Jum-Jum (De jacht op Mio en Jum-Jum)            | Anders Eljas                   | 1:40 |
| 12.                | The Shepherd’s Flute #2 (De herdersfluit #2)                         | Benny Andersson                | 0:43 |
| 13.                | The Sword (Het zwaard)                                               | Anders Eljas                   | 1:00 |
| 14.                | Inside Kato’s Castle (In het kasteel van Kato)                       | Anders Eljas                   | 5:04 |
| 15.                | Prisoners Of Kato (Gevangenen van Kato)                              | Anders Eljas                   | 0:40 |
| 16.                | To The Dungeon (Naar de kerker)                                      | Anders Eljas                   | 1:32 |
| 17.                | Return Of The Sword (Terugkeer van het zwaard)                       | Anders Eljas                   | 0:37 |
| 18.                | The Final Battle (De laatste slag)                                   | Anders Eljas                   | 5:36 |
| 19.                | The Reunion (De reünie)                                              | Anders Eljas                   | 1:44 |
| 20.                | Mio My Mio (uitgevoerd door Gemini)                                  | Benny Andersson, Björn Ulvaeus | 3:55 |
| Totale duur: 46:45 |                                                                      |                                |      |